# Audric Estimé
Audric Estimé (Nyack, 6 settembre 2003) è un giocatore di football americano statunitense che milita nel ruolo di running back per i Denver Broncos della National Football League (NFL).

## Carriera universitaria
Estimé trascorse la sua prima stagione a Notre Dame come riserva di Kyren Williams e corse 7 volte per 60 yard.
Nel 2022 Estimé vide i suoi minuti in campo aumentare. Chiuse la stagione regolare con 825 yard corse e 11 touchdown. Il 30 dicembre 2022 corse 95 yard su 14 possessi nella vittoria di Notre Dame per 45–38 nel TaxSlayer Gator Bowl contro South Carolina.
Nel 2023, la sua ultima stagione nel college football, Estimé corse 210 volte per 1.341 yard e 18 touchdown.

## Carriera professionistica

### Denver Broncos
Estimé fu scelto nel corso del quinto giro (147º assoluto) del Draft NFL 2024 dai Denver Broncos. Debuttò come professionista subentrando nella gara del primo turno persa contro i Seattle Seahawks correndo 2 volte per 14 yard. La sua prima stagione si chiuse con 310 yard corse e 2 touchdown in 13 presenze, di cui una come titolare.